# Campionati mondiali di ginnastica aerobica 2010
I Campionati mondiali di ginnastica aerobica 2010 sono stati la 11ª edizione della competizione organizzata dalla Federazione Internazionale di Ginnastica.
Si sono svolti a Rodez, in Francia, dal 15 al 17 giugno 2010.

## Medagliere
| Pos.   | Nazione       | Oro | Argento | Bronzo | Totale |
| ------ | ------------- | --- | ------- | ------ | ------ |
| 1      | Romania       | 2   | 2       | 1      | 5      |
| 2      | Francia       | 1   | 2       | 2      | 5      |
| 3      | Cina          | 1   | 1       | 1      | 3      |
| 4      | Brasile       | 1   | 0       | 0      | 1      |
| 4      | Spagna        | 1   | 0       | 0      | 1      |
| 6      | Italia        | 0   | 1       | 0      | 1      |
| 7      | Russia        | 0   | 0       | 1      | 1      |
| 7      | Nuova Zelanda | 0   | 0       | 1      | 1      |
| Totale | Totale        | 6   | 6       | 6      | 18     |

## Podi
| Evento                | Oro              | Argento        | Bronzo          |
| Individuale maschile  | Morgan Jacquemin | Mircea Zamfir  | Kieran Gorman   |
| Individuale femminile | Marcela Lopez    | Giulia Bianchi | Angela McMillan |
| Coppia mista          | Spagna           | Francia        | Romania         |
| Trio                  | Cina             | Romania        | Francia         |
| Gruppo                | Romania          | Cina           | Francia         |
| Gara a squadre        | Romania          | Francia        | Cina            |